# Robert Wilson (dramaturge)
Pour les articles homonymes, voir Robert Wilson et Wilson.
Robert Wilson (né vers 1540 - mort en 1600) était un dramaturge et un acteur anglais de la période élisabéthaine.

## Biographie

### Identité
On ne connaît quasiment rien de la vie de Robert Wilson. Jusqu'au début du XXe siècle, les biographes ont parfois précisé Robert Wilson « l'Aîné » pour désigner l'acteur, et Robert Wilson « le Jeune » pour l'auteur qui travaille pour Philip Henslowe, l'imprésario et directeur de théâtres, car ils considéraient qu'il s'agissait de deux personnes distinctes. En réalité, Robert Wilson a bien eu un fils, prénommé également Robert, mais il est mort en bas âge. Depuis Chambers, les principaux historiens du théâtre rejettent l'hypothèse des deux Wilson, et estiment maintenant que celui-ci a été à la fois acteur et écrivain.
On ne connaît pas sa date, ni son lieu de naissance. Thomas Lodge le qualifie de bon universitaire et Francis Meres fait référence à son savoir. Pourtant on n'a pu l'identifier avec aucun des Robert Wilson qui ont fréquenté Oxford ou Cambridge au milieu du XVIe siècle.

### Carrière d'acteur
Troupe de Leicester
En 1572, à la suite de l'amendement des Poor Laws par l'Act for the Punishment of Vagabonds, qui rend le délit de vagabondage plus sévèrement puni, Wilson est l'un des six principaux acteurs de la troupe de Leicester (en) qui demandent par lettre à leur patron, Robert Dudley, comte de Leicester, de leur faire la faveur de continuer à bénéficier de sa protection. Le premier à signer est James Burbage, directeur de la troupe, et le cinquième est Wilson. En 1574, il est à nouveau cité avec quatre de ses camarades dans une licence pour cette même compagnie, afin qu'elle puisse jouer dans la Cité et dans les franchises de Londres (en). La troupe de Leicester, conduite par James Burbage, est alors la principale troupe des années 1570. Cela signifie que Wilson doit déjà posséder une grande expérience d'acteur pour occuper à ce moment-là cette position aussi prestigieuse. Il est surtout connu comme acteur comique et improvisateur, et il est fréquemment associé dans l'imagination populaire avec Richard Tarlton, le plus célèbre comédien de l'époque. Ces deux acteurs gagnent leur réputation avec les « thèmes », qui sont des improvisations en vers sur des sujets proposés par le public à la fin d'une pièce.
En 1579, Gabriel Harvey (en) écrit au poète Edmund Spenser : « Vous avez nui pour toujours à ma réputation en me poussant sur scène pour tester mes qualités d'improvisation, et pour jouer les rôles de Wilson et de Tarlton ». Près de vingt ans plus tard, Meres associe de la même manière les deux comédiens : après avoir loué le jeu d'improvisation de Tarlton, il continue : « Et c'est ainsi qu'est notre spirituel Wilson, qui n'a pas son pareil pour son savoir et son improvisation, et à sa grande et éternelle louange, il se produit au Swan Theatre sur le Bankside ».
À cette époque, Wilson est installé dans la paroisse de St Botolph-without-Bishopsgate à Londres avec sa famille. On ignore le nom de sa femme et la date de son mariage. Un premier enfant, prénommé également Robert, est baptisé le 7 septembre 1579 et est enterré le mois suivant. Un second enfant, Richard, est baptisé le 7 septembre 1582 et enterré le 14 août de l'année suivante. Finalement, une fille prénommée Sara est baptisée le 3 juin 1586 et survit. Wilson et John Dutton, un autre acteur, figurent sur le rôle d'impôt de la paroisse de St Botolph pour 1582, mais en 1585, le lord Chamberlain certifie que Wilson est la plupart du temps résident à la cour, et que c'est là qu'il doit payer l'impôt.
Troupe de la reine
Au printemps 1583, Wilson est un des douze acteurs sélectionnés pour former la troupe de la reine Élisabeth, qui devient la troupe la plus célèbre des années 1580. Dans la licence de cette compagnie l'autorisant à jouer à Londres et datant du 26 novembre 1583, le nom de Wilson apparaît le premier dans la liste des acteurs, avant même celui de Tarlton. Quelques décennies plus tard, John Stow dans ses Annales de 1615, en décrivant la formation de cette troupe, y distingue Wilson et Tartlon par une mention spéciale : « Parmi ces douze acteurs, il y a deux hommes rares, l'un est Wilson pour son art de l'impromptu rapide, délicat et raffiné, et l'autre Tarlton pour sa merveilleuse et plaisante qualité d'improvisation ». La compagnie joue trois fois à la cour durant la saison de Noël 1583-84, et quatre fois pendant la saison 1584-85. C'est la dernière fois que Wilson figure comme membre de la troupe. Le 12 janvier 1586, il reçoit 10 £ pour remettre aux Pays-Bas des lettres à son ancien patron, le comte de Leicester, parti à Flessingue commander les troupes anglaises. Wilson rejoint là-bas les autres comédiens déjà sur place, Will Kempe et Robert Browne. Il demeure sur le continent jusqu'au 4 mars 1586, quand Leicester lui donne 40 shillings avant son retour en Angleterre avec sir Thomas Shirley. Son retour peut avoir été hâté par la grossesse de sa femme, puisqu'elle donne naissance trois mois plus tard à leur fille.
Troupe de lord Chamberlain
En 1588, il passe dans la compagnie de lord Strange (en), qui deviendra celle de lord Chamberlain, et où il sera rejoint par Shakespeare. Dans son livre, Apology for Actors, Thomas Heywood inscrit le nom de Wilson dans sa liste d'acteurs célèbres qui, « puisque je n'ai jamais pu les voir, car ils étaient d'une époque précédant la mienne, je ne peux, comme témoin oculaire, les applaudir, ce qu'ils auraient mérité cependant avec honneur ». Heywood est arrivé sur les planches londoniennes au plus tard en 1596, et aucun des hommes qu'il mentionne n'apparaît comme acteur après 1591. Une liste des comédiens appartenant à la troupe de l'Amiral en 1600, dans laquelle se trouve Wilson, est une falsification de John Payne Collier (en).

### Œuvre littéraire
Malgré sa popularité d'acteur en son temps, Robert Wilson est davantage connu par la postérité pour son œuvre de dramaturge, qui fait la liaison entre les moralités de la période Tudor et les drames profanes de Marlowe et de Shakespeare. Ses pièces sont drôles, moralistes, populistes, patriotiques, anticatholiques, et possèdent généralement un rôle de clown malin comme personnage principal.
Catiline's Conspiracies
La première preuve que Wilson écrit nous vient de Thomas Lodge. Dans son Honest Excuses, celui-ci prend la défense de la poésie et de la scène contre le School of Abuse de Stephen Gosson, accusant ce dernier d'avoir plagié sa pièce Catiline's Conspiracies sur celle de Wilson intitulée également Catiline's Conspiracy, mais aujourd'hui perdue. Elle n'est plus connue maintenant que par son titre dans le livre de comptes de Henslowe. Lodge ajoute : « Si j'étais juge, je préférerais la concision et la douceur de Wilson, une œuvre qui mérite certainement des éloges, et qui est le signe d'un homme de lettres savant. Que les plus sages considèrent qu'ils peuvent retirer un peu de sagesse de la fantaisie d'un acteur ».
The Three Ladies of London
Le 25 avril 1581, Thomas Baylye suggère dans une lettre en latin que Wilson a été capable d'écrire une pièce, courte, spirituelle et joyeuse, dont avait besoin la troupe du comte de Shrewsbury. Mithal suggère que cette pièce est en fait The Three Ladies. C'est la première pièce de Wilson qui nous soit parvenue, écrite en 1581, et attaquée l'année suivante par Stephen Gosson dans Playes Confuted in Five Actions. Elle est publiée en 1584, avec une seconde édition en 1592.
C'est une mordante satire sociale qui oppose l'une contre l'autre les forces personnifiées du bien et du mal dans la tradition des moralités. Deux des ladies du titre, Lady Love et Lady Conscience, représentent le bien, aidées par Hospitalité et le clown Simplicité. Mais elles tombent dans les griffes de la troisième, la mauvaise, Lady Lucre, aidée par ses hommes de main Dissimulation, Fraude, Simonie et Usure, qui les pervertissent par leurs machinations. Love et Dissimulation se marient ensemble. Conscience devient la catin de Lucre, et Usure tranche la gorge d'Hospitalité. À la fin, les trois ladies sont jugées. Au cours du procès, Love et Conscience expriment du remords, mais elles sont condamnées à passer l'éternité en enfer avec Lucre. À côté de cette fable allégorique, est racontée l'histoire de Mercadorus, un marchand italien hypocrite, qui, en Turquie, s'endette auprès de Gerontus, le juif. Gerontus est un personnage sympathique, qui a probablement influencé le Shylock de Shakespeare. En effet, l'emprunt de Mercadorus est le même que celui de Shylock du Marchand de Venise (3 000 ducats sur trois mois), et dans la scène finale au tribunal, Gerontus annule la dette pour empêcher que Mercadorus ne se convertisse à l'Islam.
The Three Lords and Three Ladies of London
En fin 1588, Wilson écrit une suite plus optimiste, ouvertement chauvine, au The Three Ladies of London, qu'il intitule The Three Lords and Three Ladies of London, publié en 1590. Les mêmes personnages allégoriques reviennent, rejoints par les trois lords du titre : Politesse, Faste et Plaisir. Ces trois lords vainquent les trois lords espagnols, appelés Orgueil, Ambition et Tyrannie (en référence évidente à la récente défaite de l'armada espagnole) et les trois lords de Lincoln, Désir, Délice et Dévotion. On retrouve le clown Simplicité. Après quoi ces trois lords se marient en grande pompe avec les trois ladies qui se sont corrigées. Cette cérémonie et l'échange d'insultes entre les lords anglais et espagnols montrent l'influence du Tamburlaine de Marlowe, ainsi que le vers, qui est la plupart du temps un pentamètre iambique, par opposition aux couplets irréguliers et aux vers de quatorze pieds de la pièce précédente. Cette œuvre contient un hommage émouvant à Tarlton, qui vient de décéder, prononcé par le clown Simplicity, qui est peut-être joué par Wilson lui-même.
Pièces à prophétie
Au début des années 1590, Wilson écrit deux pièces à prophétie : The Cobbler's Prophecy, publiée en 1594 avec la précision « écrit par Robert Wilson, Gent. », et sans doute aussi The Pedlar's Prophecy, publiée anonymement en 1595, mais très semblable à la précédente. Kittredge avance que cette dernière pièce a été écrite en 1561, et ne peut donc être attribuée à Wilson, mais H. S. D. Mithal a contré ses arguments et a démontré que Wilson en était très probablement l'auteur. Ces deux ouvrages ressemblent à la première pièce de Wilson par leurs côtés moralisateur et xénophobe. En revanche, les personnages centraux ne sont plus allégoriques, mais réels. Cependant beaucoup de dieux et de déesses de la mythologie classique font partie des personnages. Les deux pièces se concentrent sur un simple artisan plein de sagesse, qui a le don de prophétie et qui prévient ses supérieurs sociaux du danger qui menace la patrie. Les pays sont nommés Boetia et Troy, mais ils représentent tous deux clairement l'Angleterre.
Querelle avec Greene
À cette même époque, il semble que Wilson s'engage dans une querelle littéraire avec Robert Greene. Il est probablement le « R. W. » qui rédige le tract anticatholique Martin Mar-Sixtus, publié en 1591 avec une dédicace à Master Edward Bowyar Esquire, dans lequel l'auteur s'en prend à Greene. Ce dernier réplique par Farewell to Folly, qui attaque l'auteur de Fair Em, qui peut être de manière plausible Wilson. Plus concrètement, The Cobbler's Prophecy plagie plusieurs des pamphlets de Greene, dont Farewell to Folly, tandis que ce dernier fait de larges emprunts à Three Ladies of London pour son Quip for an Upstart Courtier (1592).
Travail pour Henslowe
En 1598, Wilson réapparaît dans l'écurie d'écrivains de Philip Henslowe. En six mois, il collabore à pas moins de onze pièces pour Henslowe, toutes perdues maintenant, entre autres :
- Earl Godwin and his Three Sons (1598)[14]
- Pierce of Exeter (1598)[14]
- Black Bateman of the North avec Chettle, Dekker et Drayton (22 mai 1598)[15]
- Catiline's Conspiracy avec Chettle, aujourd'hui perdue, titre conservé sur le livre de compte de Henslowe, qui a avancé de 10 shillings le 21 août 1598[10]
- The Funeral of Richard Cœur-de-Lion (juin 1598) avec Chettle, Drayton et Munday[15]
- Chance Medley avec Chettle, Drayton et Munday (1598)[14]
- The Madman's Morris, Hannibal and Hermes (1598) avec Dekker et Drayton[15]
- Pierce of Winchester avec Dekker et Drayton (1598)[14]

Il est listé parmi les « meilleurs pour la comédie » par Francis Meres dans Palladis tamia. Après quoi, Wilson disparaît du registre de comptes de Henslowe pendant plus d'un an, sans que l'on sache ce qu'il fait. Il revient en octobre 1599 pour collaborer avec Drayton, Hathway et Munday pour Sir John Oldcastle, écrit en réponse à Falstaff (appelé à l'origine Oldcastle) dans les Henry IV de Shakespeare. C'est la seule pièce qu'il a écrite pour Henslowe qui nous soit parvenue. On pense qu'il est l'auteur des scènes comiques. Il produit encore :
- Henry Richmond (novembre 1599) (Wilson semble y avoir travaillé seul)[15]
- Owen Tudor (janvier 1600) avec Drayton, Hathway et Munday[14]
- Fair Constance of Rome (juin 1600) avec Dekker, Drayton, Hathway et Munday.

### Mort
Wilson meurt en novembre 1600, cinq mois après ce dernier travail pour Henslowe. Il est enterré le 20 novembre 1600 à St Giles-without-Cripplegate.